# Ferrari F1-2000
El Ferrari F1-2000 fue un coche de Fórmula 1 con el que la escudería Ferrari compitió en la temporada 2000 de Fórmula 1. El chasis fue diseñado por Rory Byrne, Giorgio Ascanelli, Aldo Costa, Marco Fainello, Nikolas Tombazis y James Allison con Ross Brawn desempeñando un papel vital al liderar la producción del coche como director técnico del equipo y Paolo Martinelli asistido por Giles Simon liderando el diseño y operación de motores. El coche fue un desarrollo directo del F300 y F399 de las dos temporadas anteriores, utilizando la misma caja de cambios básica y un nuevo motor con un ángulo en V más amplio (90 grados frente a 80 grados en el motor 048); Este nuevo ángulo más amplio mejoró y bajó el centro de gravedad del coche. También presentó una aerodinámica mejorada con respecto al F399, más notablemente una parte inferior más plana del área del morro, lo que lo puso a la par con el McLaren MP4/15 de ese año.
Ferrari utilizó logotipos de 'Marlboro', excepto en los Grandes Premios de Gran Bretaña, Francia y Estados Unidos.

## Rendimiento de temporada
El nuevo coche tenía una refrigeración mejorada respecto a sus predecesores y pontones mucho más pequeños y redondeados para mejorar el flujo de aire. Se realizaron cambios detallados en la distribución del peso para mejorar el manejo y hacer que el coche sea lo más liviano posible. A pesar de las mejoras, el F1-2000 utilizó sus neumáticos con más fuerza que el McLaren, que todavía era marginalmente más rápido en general pero menos confiable que su rival italiano. El coche experimentó un desarrollo constante. El alerón delantero en ángulo fue reemplazado por un ala plana más convencional en el Gran Premio de Estados Unidos y se instalaron bargeboards más grandes a tiempo para el Gran Premio de Francia.
A pesar de una mala racha a mitad de temporada que provocó tres abandonos consecutivos, Michael Schumacher condujo el F1-2000 hacia su tercer título mundial de pilotos y el primero de Ferrari después de una sequía de 21 años sin títulos. También defendió la corona de constructores de Ferrari y significó el inicio del dominio del equipo durante la primera mitad de la década.

## Cultura popular
El Ferrari F1-2000 apareció en el videojuego Codemasters F1 2020 como contenido descargable para la "Deluxe Schumacher Edition".

## Resultados

### Fórmula 1
(Clave) (negrita indica pole position) (cursiva indica vuelta rápida)

| Año     | Motor       | Neu. | N.º | Pilotos            | 1   | 2   | 3   | 4   | 5   | 6   | 7   | 8   | 9   | 10  | 11  | 12  | 13  | 14  | 15  | 16  | 17  | Puntos | Pos. |
| ------- | ----------- | ---- | --- | ------------------ | --- | --- | --- | --- | --- | --- | --- | --- | --- | --- | --- | --- | --- | --- | --- | --- | --- | ------ | ---- |
| 2000    | Ferrari V10 | B    |     |                    | AUS | BRA | SMR | GBR | ESP | EUR | MON | CAN | FRA | AUT | GER | HUN | BEL | ITA | USA | JPN | MYS | 170    | 1.º  |
| 2000    | Ferrari V10 | B    | 3   | Michael Schumacher | 1   | 1   | 1   | 3   | 5   | 1   | Ret | 1   | Ret | Ret | Ret | 2   | 2   | 1   | 1   | 1   | 1   | 170    | 1.º  |
| 2000    | Ferrari V10 | B    | 4   | Rubens Barrichello | 2   | Ret | 4   | Ret | 3   | 4   | 2   | 2   | 3   | 3   | 1   | 4   | Ret | Ret | 2   | 4   | 3   | 170    | 1.º  |
| Fuente: |             |      |     |                    |     |     |     |     |     |     |     |     |     |     |     |     |     |     |     |     |     |        |      |